# モンルージュ
モンルージュ（Montrouge）は、パリの南西に位置するフランスの都市（オー＝ド＝セーヌ県）。
市内にはパリメトロ4号線の終点メリー・ド・モンルージュ駅（モンルージュ市庁舎駅）と、パリメトロ13号線の終点シャティヨン＝モンルージュ駅がある。市の中心部へのアクセスには、メリー・ド・モンルージュ駅のほうが便利とされる。
クレディ・アグリコルの本社がモンルージュにある。

## 学校・教育

### 大学

#### 国立
- パリ第5大学 モンルージュキャンパス（歯学）
- パリ高等師範学校 寄宿舎、アグレガシオン予備センター（物理学）

#### 私立
- 国際リフォーム学院（Institut de Relooking International）

## 関係者

### 主な出身者
- ウージェーヌ・アモーリ＝デュヴァル（1808-1885） - 画家。アングルの弟子。モンルージュ生まれ。
- エミール・ブートルー（1845-1921） - 哲学者。同市生まれ。
- アリー・ボール（1880-1943） - 俳優。同市生まれ。
- オクタヴ・ラピーズ（1887-1917） - 自転車競技選手。同市生まれ。
- マルセル・シュヴァリエ（1921-2008） - フランス最後の死刑執行人（ムッシュ・ド・パリ）。同市生まれ。
- クロード・ソーテ（1924-2000） - 映画監督、脚本家。同市生まれ。

### 主な居住者
- ロベール・ドアノー（1912-1994） - 写真家。1937年に同市に居を定める。同市没。
- エドゥアール・ブーバ（1923-1999） - 写真家。同市没。
- ピョートル・コワルスキ（1927-2004） - 現代芸術家。1957年に同市に居を定める。
- テオフィル・ゴーティエ - 詩人。一時期、同市に住む。
- レオン・ブロワ - 作家。同上。
- フェルナン・レジェ - 画家。同上。
- パブロ・ピカソ - 画家。同上。

## 外部リンク

モンルージュの位置